# Diócesis de Vicenza
La diócesis de Vicenza (en latín: Dioecesis Vicentina y en italiano: Diocesi di Vicenza) es una circunscripción eclesiástica de la Iglesia católica en Italia. Se trata de una diócesis latina, sufragánea del patriarcado de Venecia. Desde el 23 de septiembre de 2022 su obispo es Giuliano Brugnotto.

## Territorio y organización

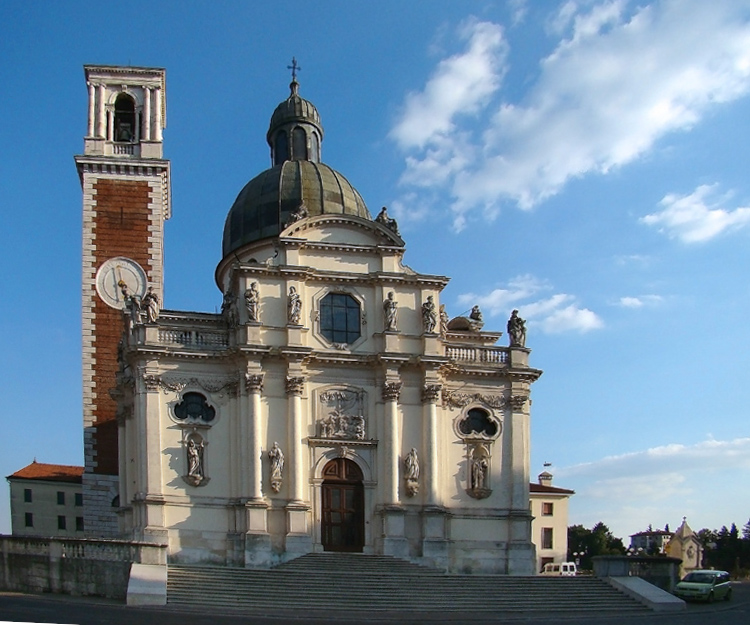
Santuario de la Virgen en el Monte Bérico, patrona de la diócesis

La diócesis tiene 2200 km² y extiende su jurisdicción sobre los fieles católicos de rito latino residentes en parte de la región de Véneto, comprendiendo:
- en la provincia de Vicenza las comunas de: Pedemonte (que conforma un enclave rodeado por la arquidiócesis de Trento), Tonezza del Cimone, Arsiero, Laghi, Posina, Velo d'Astico, Valli del Pasubio, Santorso, Torrebelvicino, Schio, Recoaro Terme, Marano Vicentino, San Vito di Leguzzano, Crespadoro, Valdagno, Monte di Malo, Malo, Villaverla, Altissimo, Cornedo Vicentino, Isola Vicentina, Caldogno, San Pietro Mussolino, Gambugliano, Brogliano, Castelgomberto, Costabissara, Nogarole Vicentino, Trissino, Monteviale, Chiampo, Sovizzo, Creazzo, Vicenza, Arzignano, Montorso Vicentino, Montecchio Maggiore, Altavilla Vicentina, Zermeghedo, Gambellara, Montebello Vicentino, Brendola, Arcugnano, Sarego, Zovencedo, Val Liona, Lonigo, Villaga, Alonte, Orgiano, Sossano, Asigliano Veneto, Poiana Maggiore, Noventa Vicentina, Agugliaro, Campiglia dei Berici, Albettone, Barbarano Mossano (creada en 2018 por fusión de las comunas de Barbarano Vicentino y Mossano), Nanto, Castegnero, Longare, Montegalda (en parte), Torri di Quartesolo, Grumolo delle Abbadesse, Camisano Vicentino, Grisignano di Zocco (en parte), Quinto Vicentino, Bolzano Vicentino, Monticello Conde Otto, Dueville, Bressanvido, Sandrigo, Montecchio Precalcino, Pozzoleone, Schiavon, Breganze, Sarcedo, Tezze sul Brenta, Colceresa, Nove, Cartigliano, Rosà, Pianezze, Marostica (en parte), Bassano del Grappa (en parte) y Cassola (en parte);
- en la provincia de Padua las comunas de: Campodoro, Carmignano di Brenta, Cittadella (solo las fracciones de Facca y Santa Croce Bigolina con sus parroquias y la localidad de Valliera, que está incluida en la parroquia de Fontaniva), Fontaniva, Gazzo Padovano, Grantorto, Piazzola sul Brenta, San Giorgio in Bosco y San Pietro in Gu;
- en la provincia de Verona las comunas de: Arcole, Cologna Veneta, Montecchia di Crosara, Monteforte d'Alpone (fracciones de Costalunga y Brognoligo), Pressana,[nota 2] Roncà, Roveredo di Guà, San Bonifacio, San Giovanni Ilarione, Veronella y Zimella.

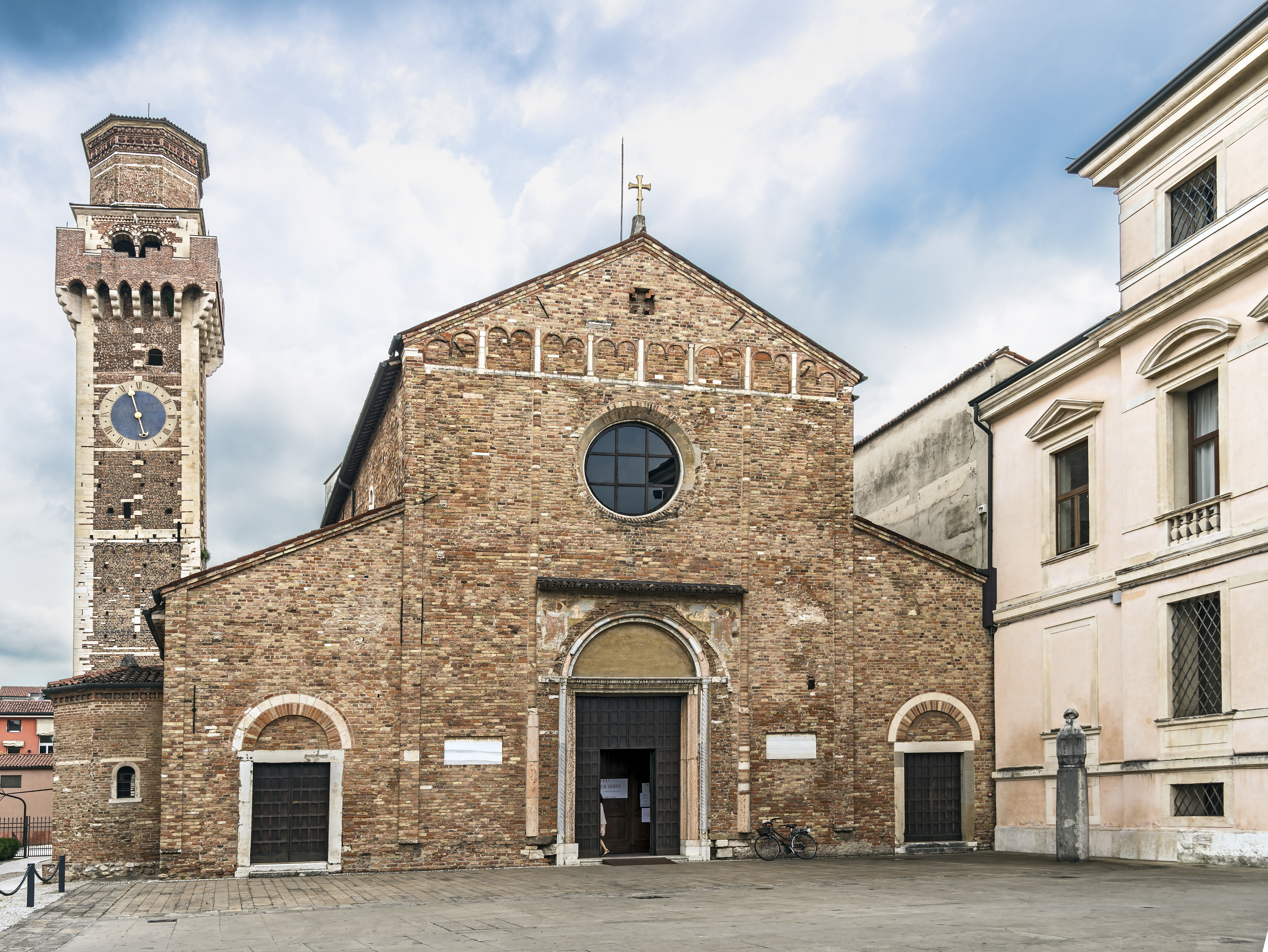
Basílica de los Santos Félix y Fortunato, en Vicenza

Limita al norte, este y sur con la diócesis de Padua y al oeste con la diócesis de Verona y la arquidiócesis de Trento.

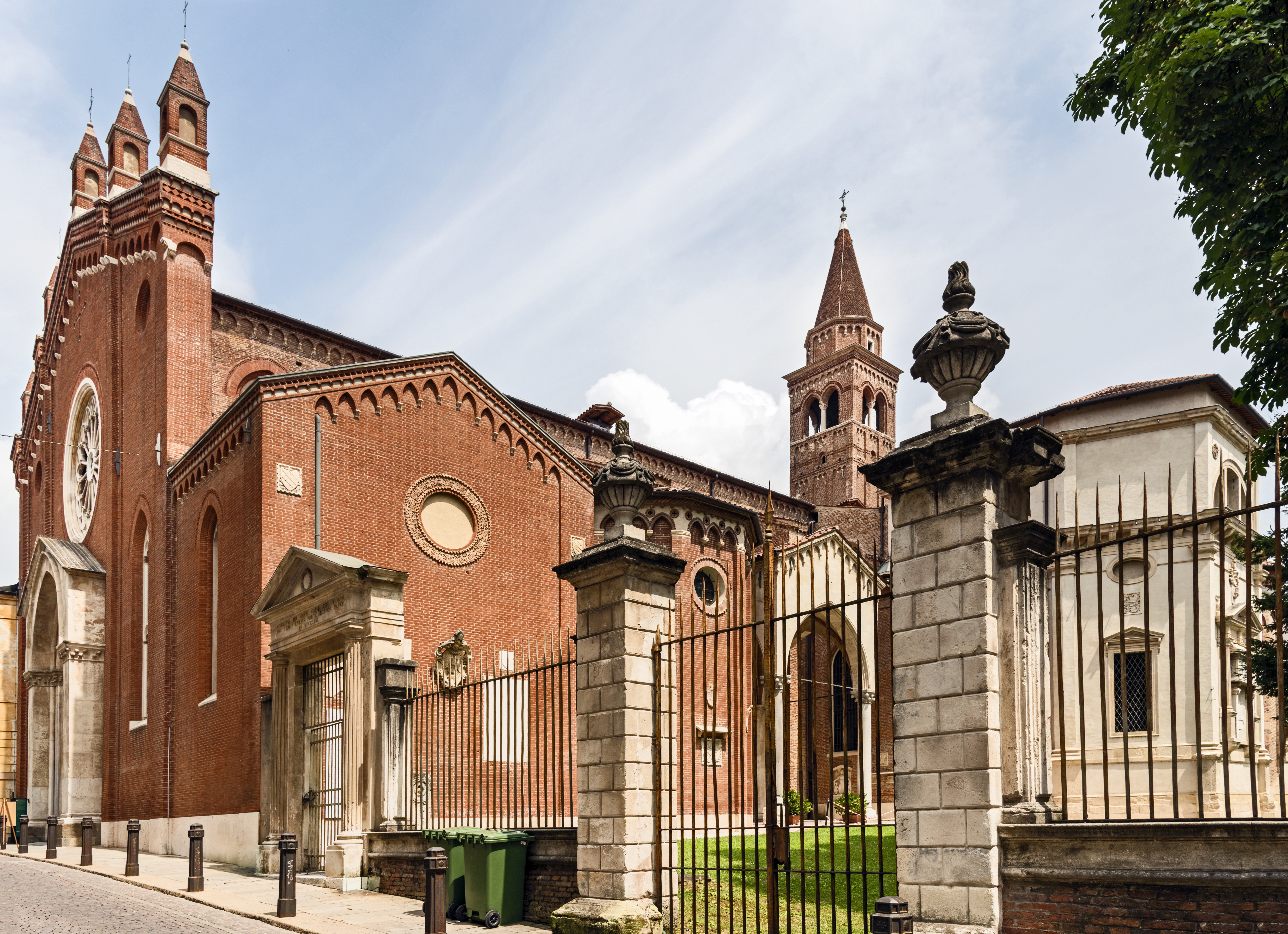
Iglesia de Santa Corona, en Vicenza

La sede de la diócesis se encuentra en la ciudad de Vicenza, en donde se halla la Catedral de Santa María Anunciada. En el territorio diocesano se levantan varios santuarios y basílicas, importantes puntos de peregrinación cristiana. Entre estas destacan el santuario de la Virgen de Monte Bérico, patrona de la diócesis; la basílica de los Santos Félix y Fortunato (construida hacia el siglo IV); y la iglesia de la Santa Corona, del siglo XII, que conserva una reliquia de la corona de espinas, ambas en Vicenza.

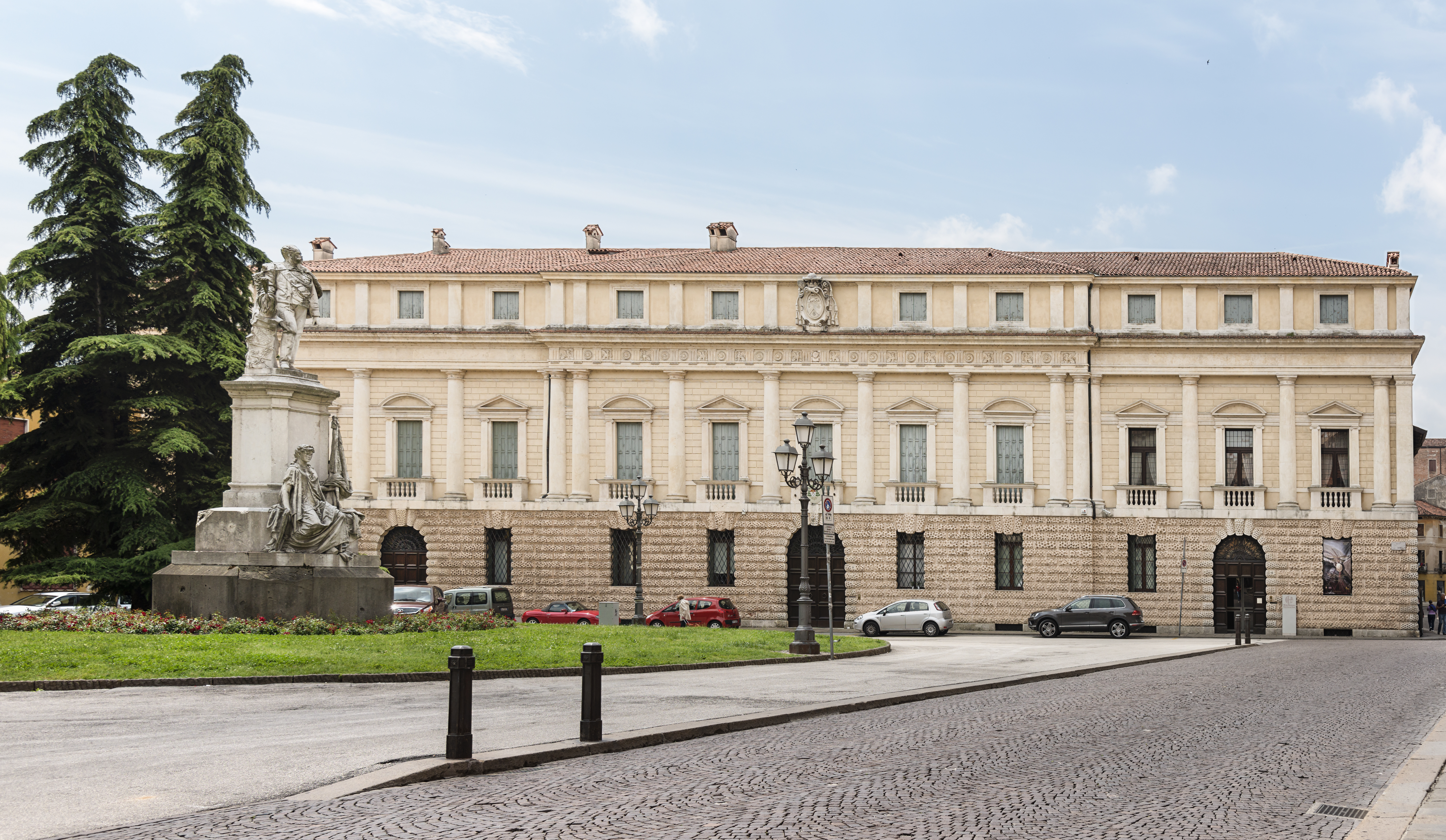
Palacio episcopal, y a la derecha la entrada al museo diocesano

En 2022 en la diócesis existían 355 parroquias agrupadas en 14 vicariatos:
- Vicariato Urbano, sede en Vicenza, con 51 parroquias;
- Vicariato de Arsiero-Schio, sede en Arsiero, con 35 parroquias;
- Vicariato de Bassano del Grappa-Rosà, sede en Bassano del Grappa, con 24 parroquias;
- Vicariato de Camisano Vicentino, sede en Camisano Vicentino, con 17 parroquias;
- Vicariato de Castelnovo-Malo, sede en Castelnovo di Isola Vicentina, con 23 parroquias;
- Vicariato de Cologna Veneta-Montecchia di Crosara-San Bonifacio, sede en Cologna Veneta (provincia de Verona), con 34 parroquias;
- Vicariato de Dueville-Sandrigo, sede en Dueville, con 23 parroquias;
- Vicariato de Fontaniva-Piazzola sul Brenta, sede en Fontaniva (provincia de Padua), con 16 parroquias;
- Vicariato de Lonigo, sede en Lonigo, con 20 parroquias;
- Vicariato de Marostica, sede en Marostica, con 15 parroquias;
- Vicariato de Montecchio, sede en Montecchio Maggiore, con 17 parroquias;
- Vicariato de Noventa Vicentina-Riviera Berica, sede en Noventa Vicentina, con 30 parroquias;
- Vicariato de la Valchiampo, sede en Chiampo, con 22 parroquias;
- Vicariato de Valdagno, sede en Valdagno, con 28 parroquias.

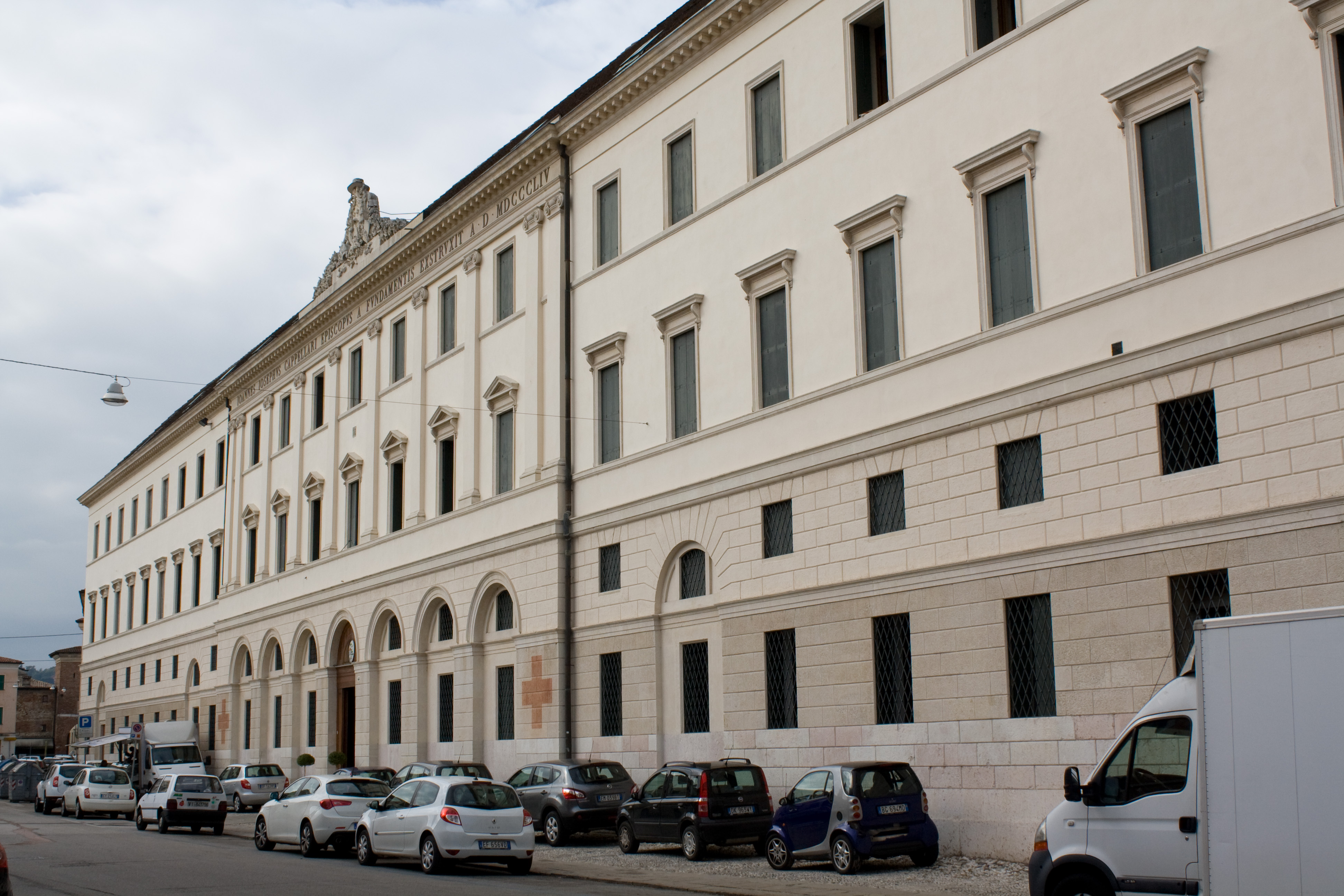
Seminario diocesano de Vicenza

La diócesis de Vicenza está presente con misioneros propios fidei donum en:
- Brasil (desde 1966), actualmente en la arquidiócesis de Goiânia y en las diócesis de Luziânia y Roraima;
- Mozambique (desde 2017), actualmente en la arquidiócesis de Beira;
- Ecuador (desde 1999), actualmente en la arquidiócesis de Quito;

La Iglesia de Vicenza también inició la misión Tri-Veneto en Tailandia en 1997. Los misioneros trabajan en la diócesis de Chiang Mai.

## Historia

### Época antigua y medieval
La presencia de una floreciente comunidad cristiana en Vicenza y la construcción contemporánea hacia finales del siglo IV de dos iglesias, una fuera de las murallas —donde hoy se encuentra la Basílica de los Santos Felice y Fortunato— y otra dentro de la ciudad —la actual catedral de Santa María Anunciada— está demostrada por importantes hallazgos arqueológicos descubiertos en ambos sitios.
Esto ha llevado a algunos historiadores locales a creer que ya en esa época o a principios del siglo siguiente esta comunidad estaba organizada como diócesis. Otros, sin embargo, argumentando que no se ha encontrado ningún documento escrito sobre la presencia de un obispo en Vicenza antes del año 590 —fecha a la que alude Pablo el Diácono para registrar la presencia de Oronzo en el Sínodo de Marano, mientras que nunca hay mención de obispos vicentinos en los documentos de los sínodos anteriores— creen que la diócesis fue constituida sólo después de la creación del ducado lombardo. Hasta ese momento la comunidad de Vicenza se refería al obispo de Padua, que permaneció bajo el dominio bizantino durante unos 35 años.
Al igual que los demás obispos de la Austria lombarda, Oroncio y sus sucesores también se adhirieron al cisma tricapitolino hasta el sínodo de Pavía en 698, convocado por el rey católico Cuniberto, en el que los obispos católicos y tricapitolinos recompusieron "en el espíritu de Calcedonia" su comunión doctrinal y jerárquica. A partir del siglo VII la sede episcopal fue siempre la urbana de la Catedral de Santa María Anunciada.
Durante el reinado de los lombardos, el ámbito de la diócesis coincidió sustancialmente con el del Ducado de Vicenza, incluyendo los territorios de la diócesis de Padua que quedaron fuera de la soberanía bizantina en 569, es decir, el área a la izquierda del río Brenta (actuales Cittadella, Piazzola, Limena, Selvazzano, Teolo y Lozzo) y una parte del área del bajo veronés (actuales San Bonifacio, Arcole, Veronella, Cologna Veneta y Pressana).
Posteriormente, la extensión y los límites de la diócesis se fueron delineando a medida que los emperadores atribuyeron jurisdicciones y derechos señoriales a los obispos. Sufrieron numerosas modificaciones incluso antes del año 1000. Con la instauración del Imperio carolingio, la diócesis de Padua recuperó parte de sus territorios, en detrimento de las sedes vecinas. En el año 917 el emperador Berengario del Friul transfirió de Vicenza a Padua toda la región prealpina entre el río Astico y el Brenta y la zona de piedemonte subyacente entre Thiene y Marostica. Para compensar estas mutilaciones, a Vicenza se le asignó posteriormente la zona de Bassano, antes parte de la suprimida diócesis de Asolo. A pesar de las posteriores modificaciones territoriales que se produjeron en el ámbito civil a lo largo de los siglos siguientes, esta estructura desde el punto de vista eclesiástico se mantuvo hasta principios del siglo XIX.
En la segunda mitad del siglo XII se sentó en la silla de Vicenza el beato Giovanni Cacciafronte, asesinado por sus vasallos. En el siglo XIII la diócesis fue gobernada por el beato dominico Bartolomeo di Breganze, quien regresó de París en 1260 llevando la reliquia de una espina de la corona de Cristo que el propio Bartolomeo había recibido como regalo del rey de Francia Luis IX. Para dar un hogar digno a la preciosa reliquia, la comuna de Vicenza decidió construir la iglesia de Santa Corona.
Hasta el siglo XIII la catedral fue la única parroquia de la ciudad, pero en este siglo el privilegio de administrar los sacramentos fue compartido con otras iglesias urbanas, que habían surgido hacia el siglo XI con la función de capillas. Inicialmente, allí sólo se celebraba la Eucaristía, pero no los bautismos. Las iglesias confiadas a órdenes religiosas, menos vinculadas al poder episcopal, también jugaron un papel en la descentralización de las funciones parroquiales.

### Era moderna y contemporánea
En la primera mitad del siglo XV, tras dos apariciones marianas, se construyó el Santuario de Monte Bérico: la Virgen de Monte Bérico es la principal patrona de la ciudad y de la diócesis de Vicenza.
El 30 de agosto de 1464 el obispo de Vicenza Pietro Barbo fue elegido papa con el nombre de Paulo II.
En la primera mitad del siglo XVI la diócesis fue entregada en encomienda a numerosos administradores apostólicos.
El seminario diocesano fue fundado en 1566, durante el episcopado de Matteo Priuli.
Siempre parte de la provincia eclesiástica de Aquilea, con la supresión de esta última, el 19 de enero de 1753, mediante la bula Suprema dispositione del papa Benedicto XIV, la diócesis de Vicenza pasó a ser sufragánea de la arquidiócesis de Údine, nueva sede metropolitana de aquella parte del antiguo patriarcado que estaba situada en el territorio de la República de Venecia.
La bula De salute Dominici gregis del papa Pío VII, publicada el 1 de mayo de 1818, se remonta al período de la Restauración, con la que las diócesis del Tri-Véneto sufrieron una profunda reorganización. Vicenza perdió así el vicariato de Cittadella (excluidas las parroquias de Paviola, San Giorgio in Bosco, San Giorgio in Brenta, Lobia, Santa Croce Bigolina) y la parroquia de Selvazzano que pasó a la diócesis de Padua. Por el contrario, adquirió de esta última los vicariatos de Marostica y Breganze. Al mismo tiempo, Údine fue degradada a simple diócesis y Vicenza pasó a ser sufragánea del patriarcado de Venecia.
Entre finales del siglo XIX y principios del siglo XX la diócesis contó con la presencia de ejemplos de santidad: un obispo, san Giovanni Antonio Farina, y varias monjas: santa Josefina Bakhita, santa María Bertila Boscardin, la beata Eurosia Fabris Barban y la sierva de Dios Giovanna Meneghini.
En 1945 el obispo Carlo Zinato fundó el semanario diocesano La Voce dei Berici.
El 11 de enero de 1978, con la carta apostólica Quoniam beatissima, el papa Pablo VI confirmó a la bienaventurada Virgen María de Monte Bérico como patrona principal de la ciudad y de la diócesis.
El 7 y 8 de septiembre de 1991, con ocasión de la fiesta de su santo patrono, Vicenza acogió al papa Juan Pablo II en visita pastoral: era la primera vez que un papa visitaba el territorio de Vicenza.
El 8 de noviembre de 2005 se celebró por primera vez en el territorio diocesano una beatificación: Eurosia Fabris Barban, proclamada beata en la catedral de Vicenza.
El 8 de agosto de 2014 adquirió la parroquia de Caselle di Pressana de la diócesis de Verona mediante el decreto Quo aptius, y el 22 de mayo de 2024 la de Mure di Colceresa de la diócesis de Padua mediante otro decreto llamado Quo aptius.

## Estadísticas
Según el Anuario Pontificio 2023 la diócesis tenía a fines de 2022 un total de 768 000 fieles bautizados.
| Año                                                                             | Población            | Población | Población      | Sacerdotes | Sacerdotes    | Sacerdotes    | Bautizados por sacerdote | Diáconos permanentes | Religiosos | Religiosos | Parroquias |
| Año                                                                             | Bautizados católicos | Total     | % de católicos | Total      | Clero secular | Clero regular | Bautizados por sacerdote | Diáconos permanentes | Varones    | Mujeres    | Parroquias |
| ------------------------------------------------------------------------------- | -------------------- | --------- | -------------- | ---------- | ------------- | ------------- | ------------------------ | -------------------- | ---------- | ---------- | ---------- |
| 1950                                                                            | 602 600              | 602 788   | 100.0          | 899        | 705           | 194           | 670                      |                      | 325        | 2238       | 307        |
| 1969                                                                            | 617 670              | 617 993   | 99.9           | 961        | 731           | 230           | 642                      | 7                    | 381        | 2747       | 345        |
| 1980                                                                            | 701 723              | 703 129   | 99.8           | 971        | 725           | 246           | 722                      | 10                   | 399        | 2852       | 349        |
| 1990                                                                            | 737 820              | 739 501   | 99.8           | 927        | 687           | 240           | 795                      | 24                   | 409        | 2290       | 354        |
| 1999                                                                            | 753 409              | 764 924   | 98.5           | 852        | 613           | 239           | 884                      | 21                   | 318        | 2257       | 354        |
| 2000                                                                            | 753 474              | 766 118   | 98.3           | 842        | 600           | 242           | 894                      | 21                   | 318        | 2289       | 354        |
| 2001                                                                            | 754 069              | 768 464   | 98.1           | 815        | 586           | 229           | 925                      | 26                   | 286        | 2502       | 354        |
| 2002                                                                            | 753 045              | 768 391   | 98.0           | 828        | 594           | 234           | 909                      | 26                   | 289        | 2235       | 354        |
| 2003                                                                            | 753 150              | 768 928   | 97.9           | 798        | 589           | 209           | 943                      | 33                   | 262        | 1809       | 354        |
| 2004                                                                            | 753 556              | 769 817   | 97.9           | 794        | 580           | 214           | 949                      | 32                   | 295        | 2162       | 354        |
| 2010                                                                            | 790 848              | 855 608   | 92.4           | 732        | 533           | 199           | 1080                     | 38                   | 261        | 1825       | 354        |
| 2014                                                                            | 787 000              | 853 394   | 92.2           | 683        | 489           | 194           | 1152                     | 41                   | 253        | 1658       | 354        |
| 2017                                                                            | 780 143              | 849 074   | 91.9           | 656        | 465           | 191           | 1189                     | 43                   | 240        | 1499       | 355        |
| 2020                                                                            | 776 068              | 848 162   | 91.5           | 593        | 421           | 172           | 1308                     | 46                   | 213        | 1300       | 355        |
| 2022                                                                            | 768 000              | 839 380   | 91.5           | 541        | 389           | 152           | 1419                     | 50                   | 187        | 1153       | 355        |
| Fuente: Catholic-Hierarchy, que a su vez toma los datos del Anuario Pontificio. |                      |           |                |            |               |               |                          |                      |            |            |            |

### Vida consagrada
En el territorio diocesano desempeñan sus actividades pastorales religiosos y religiosas, pertenecientes numerosos institutos o sociedades. Entre estos resaltan los que nacieron en la misma diócesis, tales como la Sociedad de San Gaetano, fundada en 1942 por Ottorino Zanon; las Abandonadas Hijas de María Inmaculada, fundadas en 1579 por Antonio Pagani; las Hijas de la Iglesia, fundadas en 1938 por María Oliva Bonaldo; y las Hermanas Maestras de Santa Dorotea de Vicenza, fundadas en 1836 por Giovanni Antonio Farina.

#### Institutos religiosos
- Adoratrices Perpetuas del Santísimo Sacramento[18]
- Orden de las Carmelitas Descalzas
- Monjas Clarisas de la Inmaculada
- Clérigos Regulares Teatinos
- Congregación de San José (Josefinos de Murialdo)
- Hijos de María Inmaculada
- Misioneros de San Carlos (scalabrinianos)
- Orden de los Hermanos Menores Capuchinos
- Orden de los Hermanos Menores Conventuales
- Orden de Hermanos Menores (observantes)
- Pía Sociedad de San Francisco Javier para las Misiones Extranjeras (javerianos)
- Pía sociedad de San Gaetano
- Pía Sociedad de San Francisco de Sales (salesianos de Don Bosco)
- Siervos de María (servitas)
- Sociedad del Verbo Divino
- Sociedad de María (marianistas)
- Sociedad de San Pablo (paulinos)
- Apóstoles del Sagrado Corazón de Jesús
- Carmelitas Menores de la Casa de Caridad
- Congregación de Jesús
- Dominicas de la Beata Imelda
- Hijas de la Caridad Canosiana
- Hijas de la Iglesia
- Hijas de María Auxiliadora
- Hijas de María Inmaculada de Agen
- Hijas de Nazareth
- Hijas de Santa Ana
- Franciscanas de Cristo Rey
- Pequeñas Hijas de San José
- Hermanitas del Evangelio
- Pequeñas Hijas de la Sagrada Familia
- Siervas de María Dolorosa
- Siervas de María Dolorosa de Chioggia
- Hermanas de la Misericordia
- Hermanas de la Sagrada Familia
- Hermanas del Famulato Cristiano
- Hermanas del Sagrado Corazón de Jesús (Ragusa)
- Hermanas de la Divina Voluntad
- Hermanas de la Providencia de San Gaetano de Thiene
- Hermanas de la Sagrada Familia de Spoleto (bonilianas)
- Instituto Palazzolo
- Hermanas de la Caridad de Santa Bartolomea Capitanio y Santa Vicenza Gerosa
- Hermanas de Jesús Buen Pastor
- Hermanas Abandonadas Hijas de María Inmaculada
- Hermanas de San Francisco de Sales (salesas)
- Hermanas Franciscanas Alcantarinas
- Hermanas Maestras de Santa Dorotea Hijas de los Sagrados Corazones
- Hermanas Manteladas Siervas de María de Pistoia
- Pías Madres de los Negros (combonianas)
- Hermanas Misioneras de la Caridad (Snehariri)
- Murialdinas de San José
- Hermanas Ursulinas del Sagrado Corazón de María
- Hermanas Ursulinas de María Inmaculada de Piacenza
- Hermanas Pasionistas de San Pablo de la Cruz
- Hermanas Salesianas de los Sagrados Corazones
- Hermanas Siervas de María de Galeazza
- Hermanas Terciarias Franciscanas Isabelinas
- Misioneras Hijas de la Fe
- Pía Unión Stella Alpina
- Pía Unión Ancilla Domini

#### Institutos seculares
- Siervas de la Madre de Dios
- Apóstoles del Sagrado Corazón
- Compañía Jesús Maestro
- Compañía Misionera del Sagrado Corazón
- Misioneras de los Enfermos - Cristo Esperanza
- Misioneras de la Realeza de Cristo
- Oblatas de Cristo Rey
- Pequeña Familia Franciscana
- Pequeña Fraternidad Franciscana de Santa Isabel de Hungría
- Pequeñas Apóstoles de la Caridad
- Instituto San Rafael Arcángel
- Espigadoras de la Iglesia
- Unio Filiarum Dei
- Voluntarias de Don Bosco
- Instituto Cristo Rey
- Instituto Sagrada Familia

#### Sociedades de vida apostólica
- Confederación del Oratorio de San Felipe Neri
- Pontificio Instituto Misiones Extranjeras

## Episcopologio

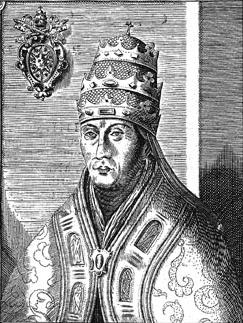
Antes de ser elegido como antipapa, Alejandro V de Pisa, cuyo nombre secular era Pietro Filargo, había ocupado la sede Vicenza de 1388 a 1389

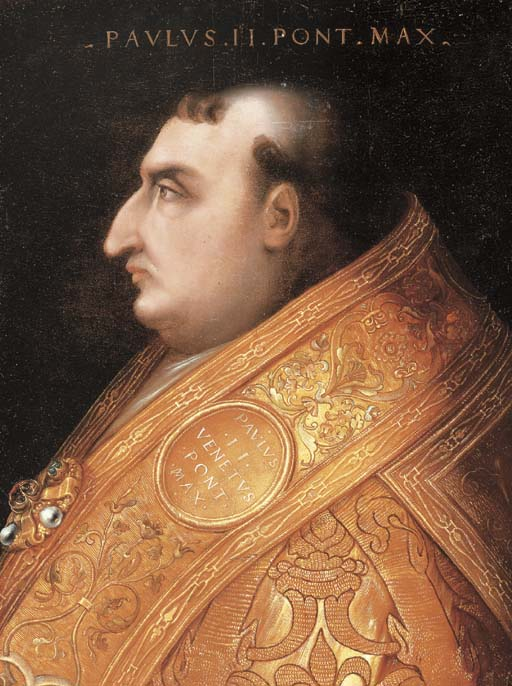
Pietro Barbo (1417-1471), siendo obispo de Vicenza, en 1464, fue elegido papa con el nombre de Paulo II

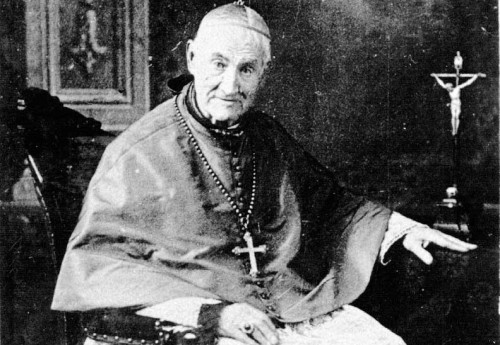
Giovanni Antonio Farina (1803-1888), venerado como santo en la Iglesia católica, ocupó la sede Vicenza entre 1860 y 1888

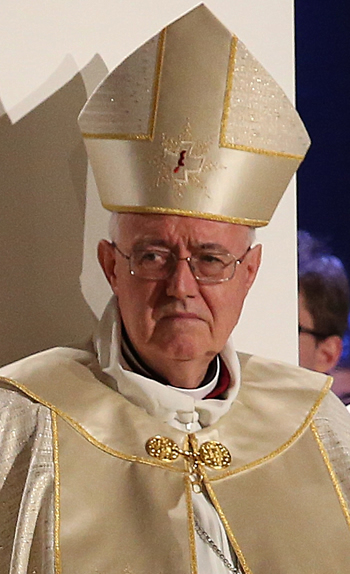
Cesare Nosiglia fue obispo de Vicenza de 2003 a 2010. Actualmente es arzobispo metropolitano de Turín